# 6 мая
6 мая — 126-й день года (127-й в високосные годы) по григорианскому календарю.
До конца года остаётся 239 дней.
До 15 октября 1582 года — 6 мая по юлианскому календарю, с 15 октября 1582 года — 6 мая по григорианскому календарю.
В XX и XXI веках соответствует 23 апреля по юлианскому календарю.

## Праздники и памятные дни
См. также: Категория:Праздники 6 мая

### Национальные
- Антигуа — День труда.
- Болгария — День храбрости (1931).
- Грузия — День святого Георгия Победоносца, День полиции.
- Ливан,  Сирия,  Габон — День мучеников (жертв) (1916).
- США — День медсестёр.
- Филиппины — День доблести.

### Религиозные
Православие
 — Память великомученика Георгия Победоносца (303);
 — память мученицы царицы Александры (303);
 — память мучеников Анатолия и Протолеона (303);
 — память священномученика Иоанна Ансерова, пресвитера (1940);
 — память преподобной Софии (Хотокуриду) (1974);
 — память Иверской иконы Божией Матери (второе обре́тение списка иконы, 2012).
 Католицизм
 — Память святого Доминика Савио;
 — память блаженной Марии Катерины Трояни;
 — память апостола Евода;
 — память блаженного Жерара Люнельского;
 — память Луция Киренского;
 — память Петронакса Монтекассинского.
Язычество
 — День Даждьбога.

### Именины
- Католические: Джерард, Доменик, Евод, Екатерина, Люциус, Мария, Петронакс[источник не указан 823 дня].
- Православные: Александра, Анатолий, Афанасий, Валерий, Валерия, Георгий, Гликерий, Егор, Иван, Лазарь, Протолеон, Юрий[источник не указан 823 дня].

## События
См. также: Категория:События 6 мая

### До XIX века
- 319 — святая Нина крестила царя Грузии Мириана и его сановников (по одной из версий).
- 1312 — Вьеннский собор одобрил намерение папы римского объявить крестовый поход.
- 1484 — в Московском Кремле заложен Благовещенский собор[6].
- 1527 — немецкие ландскнехты взбунтовались из-за долгого отсутствия жалования, взяли штурмом и разграбили Рим. Папе Клименту VII удалось спастись.
- 1536 — испанское завоевание инков: Манко Инка Юпанки начал осаду Куско, пытаясь отбить город у конкистадоров[7].
- 1686 — заключён «Вечный мир» между Россией и Речью Посполитой.
- 1715 — издан Артикул воинский — первый военно-уголовный и уголовно-процессуальный кодекс России.
- 1742 — в Москве коронована императрица Елизавета Петровна. К торжеству восстановили Красные ворота, а после издали гравированный альбом[8][9].
- 1757 — битва под Прагой во время Семилетней войны.
- 1782
  - Началось строительство Большого Дворца — резиденции королей Таиланда с XVIII века.
  - Открыта первая дорога из России в Грузию.
  - Екатерина II приказала арестовать флигель-адъютанта Бибикова за критику князя Григория Потёмкина, позже Бибикова сослали в Астрахань[10].

### XIX век
- 1835 — вышел первый номер американской газеты «Нью-Йорк Геральд».
- 1840 — официальная дата выпуска в обращение первых почтовых марок: «Чёрного пенни» и «Синего двухпенсовика».
- 1848 — послание восточных патриархов православным христианам, как ответ на аналогичное послание Пия IX от 6 января 1848 года.
- 1861 — Арканзас стал 9-м штатом, отделившимся от США.
- 1872 — в Англии учреждён футбольный Кубок.
- 1889 — открылась Всемирная выставка в Париже. Длилась по 6 ноября.
- 1890
  - Церковь мормонов отказалась от многожёнства.
  - в России пересмотрены законы 1882 и 1885 годов о работе малолетних и подростков в сторону их ухудшения: для малолетних допускалась девятичасовая работа, а также работа в праздники с разрешения инспекции; допущена ночная работа подростков; фабриканты также получили право увольнять рабочего при неявке на работу более шести дней в месяц и т. д.[11]

### XX век
- 1902 — одно из крупнейших кораблекрушений XX века: в Бенгальском заливе, близ Рангуна, было застигнуто циклоном и потерпело крушение судно «Каморта[англ.]» под флагом Великобритании. Число погибших составило 655 человек[12].
- 1904 — на подмосковной станции Кучино открыт Аэродинамический институт (будущий ЦАГИ), основателем стал профессор Николай Жуковский.
- 1906 — опубликованы «Основные государственные законы Российской империи».
- 1908 — братья Райт возобновили полёты после трёхлетнего перерыва.
- 1910 — Георг V стал королём Соединённого Королевства Великобритании и Ирландии и Соединённого Королевства Великобритании и Северной Ирландии.
- 1914 — в британском парламенте палатой лордов отклонён законопроект о предоставлении женщинам равного права голоса.
- 1918 — завершено строительство Доминьонской астрофизической обсерватории в городе Виктория (Британская Колумбия, Канада)[13].
- 1919 — провозглашено создание Крымской советской республики.
- 1921 — заключено торговое соглашение между РСФСР и Германией.
- 1921 — патриарх всея Руси Тихон посажен под домашний арест (по одной из версий)[14].
- 1926 — в Латвию после длительной эмиграции вернулся поэт Райнис.
- 1927 — по инициативе Жюля Ромена, Жан-Ришара Блока и Жоржа Дюамеля в Париже состоялось организационное собрание французского общества культурной связи с СССР.
- 1936 — основан Народный фронт в Чили.
- 1937
  - Катастрофа дирижабля «Гинденбург» в Лейкхорсте под Нью-Йорком
  - Открыто регулярное воздушное пассажирское сообщение по маршруту Ленинград — Москва.
- 1940
  - В Англию прибыл золотой запас Норвегии. Вместе с ним были эвакуированы королевская семья и члены правительства страны.
  - Пулитцеровскую премию получает Джон Стейнбек за роман «Гроздья гнева».
- 1941 — Иосиф Сталин стал председателем Совнаркома вместо Вячеслава Молотова.
- 1942 — на стадионе «Динамо» в осаждённом Ленинграде прошёл футбольный матч.
- 1946 — первый полёт учебного самолёта «Як-18».
- 1950 — 18-летняя Элизабет Тейлор впервые вышла замуж. Менее чем через год она развелась, чтобы затем ещё семь раз повторить всё снова.
- 1953 — хирург Джон Гиббон из Филадельфии впервые успешно применил аппарат искусственного кровообращения («искусственное сердце-лёгкие») во время операции на открытом сердце[15].
- 1955 — Великобритания обратилась в Международный суд для решения спора с Аргентиной и Чили о принадлежности Фолклендских островов.
- 1968 — в связи с уличными боями в Париже французские власти закрыли Парижский университет.
- 1970 — подписание в Праге Договора о дружбе, сотрудничестве и взаимной помощи между СССР и Чехословакией.
- 1974 — отставка Вилли Брандта с поста федерального канцлера ФРГ.
- 1983 — катастрофа Ан-26 на Камчатке. Погибли 35 человек.
- 1985 — Мурманску и Смоленску присвоено почётное звание «Город-герой».
- 1986 — на последней странице газеты «Правда» впервые появляется репортаж из Чернобыля (специальные корреспонденты Владимир Губарев и Михаил Одинец).
- 1991 — сформирована авиационная пилотажная группа «Стрижи».
- 1994 — королева Великобритании Елизавета II и президент Франции Франсуа Миттеран торжественно открыли тоннель под проливом Ла-Манш.
- 1998 — новая столица Казахстана Акмола переименована в Астану.
- 2000 — Россия принята в Международную торговую палату.

### XXI век
- 2001 — во время визита в Сирию Иоанн Павел II стал первым в истории папой римским, посетившим мечеть
- 2002 — основана американская компания, производитель космической техники SpaceX.
- 2004 — на NBC вышли заключительные эпизоды телесериала «Друзья».
- 2007 — во Франции во втором туре президентских выборов победил Николя Саркози.
- 2012 — в России прошёл «Марш миллионов», повлёкший за собой «Болотное дело».
- 2023 — коронация короля Великобритании Карлa III.

## Родились
См. также: Категория:Родившиеся 6 мая

### До XIX века
- 973 — Генрих II Святой (ум. 1024), германский король (1002—1024), император Священной Римской империи (с 1014).
- 1501 — Марцелл II (в миру Марчелло Червини; ум. 1555), 222-й папа римский (в 1555).
- 1574 — Иннокентий X (в миру Джованни Баттиста Памфили; ум. 1655), 236-й папа римский (1644—1655).
- 1758 — Максимилиан Робеспьер (казнён в 1794), деятель Великой французской революции.
- 1761 — Станислав Бонифацы Юндзилл (ум. 1847), польско-литовский естествоиспытатель, ботаник, натуралист и педагог.
- 1776 — светлейший князь Пётр Волконский (ум. 1852), русский военный и придворный деятель, генерал-фельдмаршал, министр императорского двора и уделов (1826—1852).

### XIX век
- 1856
  - Роберт Эдвин Пири (ум. 1920), американский исследователь Арктики, адмирал, на собачьих упряжках первым достигший района Северного полюса.
  - Зигмунд Фрейд (ум. 1939), австрийский врач-психиатр и психолог, основатель психоанализа.
- 1858 — Жорж Ю (ум. 1948), французский композитор.
- 1868 — Гастон Леру (ум. 1927), французский писатель (роман «Призрак оперы» и др.), журналист, мастер детектива.
- 1870 — Амадео Джаннини (ум. 1949), американский банкир, основатель Банка Америки.
- 1871 — Франсуа Огюст Виктор Гриньяр (ум. 1935), французский химик, лауреат Нобелевской премии (1912).
- 1879 — Бедржих Грозный (ум. 1952), австрийский и чехословацкий востоковед, лингвист и филолог.
- 1880 — Эрнст Кирхнер (ум. 1938), немецкий художник, график и скульптор, представитель экспрессионизма.
- 1889
  - Любовь Попова (ум. 1924), русская советская художница, яркая представительница русского авангарда.
  - Стэнли Артур Морисон (ум. 1967), английский издатель, типограф, историк и теоретик типографского дела.
- 1895 — Рудольф Валентино (ум. 1926), американский киноактёр итальянского происхождения.
- 1899 — Владимир Полянов (наст.имя Владимир-Георгий Тодоров; ум. 1988), болгарский писатель, театральный режиссёр.

### XX век
- 1902 — Макс Офюльс (наст.имя Максимилиан Оппенхаймер; ум. 1957), немецкий, американский и французский кинорежиссёр.
- 1904
  - Макс Маллован (ум. 1978), английский археолог, муж Агаты Кристи.
  - Харри Эдмунд Мартинсон (ум. 1978), шведский поэт и прозаик, лауреат Нобелевской премии (1974).
- 1907 — Николай Гастелло (погиб в 1941), советский военный лётчик, Герой Советского Союза (посмертно).
- 1913 — Стюарт Грейнджер (урожд. Джеймс Лаблаш Стюарт; ум. 1993), английский актёр театра и кино.
- 1915 — Орсон Уэллс (ум. 1985), американский кинорежиссёр, актёр, сценарист, обладатель двух «Оскаров» и др.наград.
- 1918 — Михаил Алексеев (ум. 2007), русский советский писатель, журналист, Герой Социалистического Труда.
- 1921 — Эрих Фрид (ум. 1988), австрийский и британский писатель, поэт, журналист, радиоведущий.
- 1922 — Владимир Этуш (ум. 2019), актёр театра и кино, театральный педагог, народный артист СССР.
- 1926 — Юрий Пузырёв (ум. 1991), актёр театра и кино, заслуженный артист РСФСР.
- 1929
  - Георгий Жемчужин (ум. 2015), дирижёр Большого театра, заслуженный деятель искусств РСФСР.
  - Христо Ковачев (ум. 1997), болгарский кинорежиссёр-документалист, сценарист и оператор.
- 1931 — Уилли Мейс (ум. 2024), американский профессиональный бейсболист, включён в бейсбольный Зал славы (1979).
- 1932 — Александр Белявский (ум. 2012), советский и российский актёр театра и кино, народный артист РФ.
- 1933 — Владимир Лакшин (ум. 1993), русский советский прозаик, литературный критик, литературовед, мемуарист.
- 1937 — Гуж Манукян (наст.имя Гурген Араксманян), советский и армянский актёр театра и кино.
- 1940 — Вячеслав Старшинов, советский хоккеист, двукратный олимпийский чемпион, 9-кратный чемпион мира, тренер.
- 1945 — Боб Сигер, американский рок-музыкант, певец, автор песен.
- 1952
  - Кристиан Клавье, французский актёр театра и кино, сценарист, кинопродюсер.
  - Владимир Синицын, советский и латвийский спортивный комментатор.
- 1953 — Тони Блэр, премьер-министр Великобритании (1997—2007).
- 1956 — Сергей Воронин (ум. 2006), советский и российский рок-музыкант, клавишник группы «Пикник».
- 1960 — Анн Парийо, французская киноактриса.
- 1961
  - Джордж Клуни, американский актёр, кинорежиссёр, сценарист, продюсер, лауреат двух премий «Оскар», четырёх «Золотых глобусов», др. наград («Бэтмен и Робин»).
  - Михаил Кочетков, российский поэт, композитор, автор и исполнитель песен, бард, гитарист.
- 1962 — Эдуард Цисельский, украинский композитор, аранжировщик и музыкант.
- 1964 — Ларс Миккельсен, датский актёр кино и телевидения.
- 1968 — Максим Фадеев, советский и российский певец, композитор, музыкальный продюсер, режиссёр и актёр.
- 1971 — Крис Шифлетт, американский рок-музыкант, гитарист группы «Foo Fighters».
- 1972 — Мартин Бродёр, канадский хоккеист (вратарь), двукратный олимпийский чемпион (2002 и 2010).
- 1978 — Тони Эстанге, французский каноист-слаломист, трёхкратный олимпийский чемпион (2000, 2004, 2012), 5-кратный чемпион мира, член МОК.
- 1982 — Эрик Маррей, новозеландский спортсмен, двукратный олимпийский чемпион в академической гребле.
- 1983 — Дани Алвес, бразильский футболист, защитник.
- 1985 — Крис Пол, американский баскетболист, двукратный олимпийский чемпион (2008, 2012).
- 1986 — Горан Драгич, словенский баскетболист, чемпион Европы (2017).
- 1987 — Дрис Мертенс, бельгийский футболист.
- 1992
  - Пён Бэкхён, южнокорейский певец и актёр, участник хип-хоп-группы EXO.
  - Брендан Галлахер, канадский хоккеист, чемпион мира (2016).
- 1993 — Наоми Скотт, английская актриса кино и телевидения, певица, музыкант.

## Скончались
См. также: Категория:Умершие 6 мая

### До XIX века
- 1475 — Дирк Баутс (р.1415), нидерландский живописец.
- 1527 — Карл III де Бурбон (р.1490), французский полководец, 8-й герцог де Бурбон, граф де Монпансье.
- 1708 — Франсуа де Лаваль (р.1623), первый епископ Квебека и Канады.

### XIX век
- 1814 — Георг Йозеф Фоглер (р.1749), немецкий композитор, органист, теоретик музыки, педагог.
- 1859 — Александр фон Гумбольдт (р.1769), немецкий естествоиспытатель и географ, младший брат Вильгельма фон Гумбольдта.
- 1862 — Генри Дэвид Торо (р.1817), американский писатель, мыслитель, натуралист.
- 1873 — Хосе Антонио Паэс (р.1790), герой борьбы за независимость Венесуэлы и первый её президент.
- 1877 — Юхан Людвиг Рунеберг (р.1804), финский поэт, автор слов гимна Финляндии.
- 1880
  - Фридрих Байер[нем.] (р.1825), немецкий предприниматель, основатель химической фирмы Bayer AG.
  - Иван Суриков (р.1841), русский поэт.
- 1896 — Фёдор Куманин (р.1855), русский театральный критик, издатель, драматург-переводчик.

### XX век
- 1910 — Эдуард VII (р.1841), король Великобритании (1901—1910).
- 1919 — Лаймен Фрэнк Баум (р.1856), американский писатель, автор «Волшебника из Страны Оз».
- 1939
  - Роберт Тайхмюллер (р.1863), немецкий пианист и музыкальный педагог.
  - Константин Сомов (р.1869), русский художник, один из основателей общества «Мир искусства».
- 1949 — Морис Метерлинк (р.1862), бельгийский писатель, лауреат Нобелевской премии (1911).
- 1952 — Мария Монтессори (р.1870), итальянский педагог, первая в Италии женщина-врач.
- 1954 — Цецилия Мекленбург-Шверинская (р.1886), герцогиня, супруга кронпринца Прусского Вильгельма.
- 1956
  - Карл Броккельман (р.1868), немецкий учёный-востоковед.
  - Георгий Тасин (наст.фамилия Розов; р.1895), украинский советский кинорежиссёр и сценарист.
- 1958
  - Николай Крымов (р.1884), русский советский художник-пейзажист.
  - Борис Ромашов (р.1895), русский советский драматург и критик.
- 1959 — Вагарш Вагаршян (р.1894), армянский актёр, театральный режиссёр, драматург, народный артист СССР.
- 1961 — Лучиан Блага (р.1895), румынский писатель и философ-рационалист.
- 1963 — Теодор фон Карман (р.1881), американский инженер и физик, специалист в области воздухоплавания.
- 1970
  - Александр Родзянко (р.1879), генерал-лейтенант, один из руководителей Белого движения на Северо-Западе России.
  - Тихон Сёмушкин (р.1900), русский советский писатель.
- 1971 — Хелена Вайгель (р.1900), немецкая театральная актриса, вторая жена Бертольта Брехта.
- 1972 — Виктор Драгунский (р.1913), советский писатель («Денискины рассказы» и др.).
- 1981 — Владимир Судец (р.1904), маршал авиации, Герой Советского Союза.
- 1990
  - Эммануил Геллер (р.1898), актёр театра и кино, заслуженный артист РСФСР.
  - Лотта Якоби (р.1896), немецкая и американская женщина-фотограф.
- 1992 — Марлен Дитрих (р.1901), немецкая и американская актриса и певица, секс-символ.
- 1998 — Алексей Грицай (р.1914), академик живописи, педагог, народный художник СССР.

### XXI век
- 2002 — убит Пим Фортёйн (р.1948), нидерландский политический деятель.
- 2006
  - Франтишек Пержина (р.1911), чехословацкий лётчик-ас времён Второй мировой войны.
  - Константин Бесков (р.1920), советский футболист, футбольный тренер.
- 2009
  - Валентин Варенников (р.1923), советский военачальник, Герой Советского Союза, депутат Государственной думы РФ.
  - Лев Лосев (р.1937), русский поэт, литературовед, эссеист.
- 2011
  - Александр Игишев (р.1940), советский и украинский кинорежиссёр.
  - Святослав Задерий (р.1960), российский рок-музыкант, поэт, основатель группы «Алиса».
- 2013 — Джулио Андреотти (р.1919), итальянский политик, трижды премьер-министр Италии.
- 2015 — Эррол Браун (р.1943), британский певец и автор песен, фронтмен группы «Hot Chocolate».
- 2017 — Стивен Холкомб (р. 1980), американский бобслеист, олимпийский чемпион (2010), многократный чемпион мира.
- 2021 — Кэнтаро Миура (р.1966), японский мангака, самым известным произведением которого является популярная сэйнэн-манга «Берсерк».
- 2024 — Кристиана Стефански (р. 1949), бельгийская франкоязычная певица.